# Kobaltflügelsittich
Der Kobaltflügelsittich (Brotogeris cyanoptera) auch Blauflügelsittich ist eine Art der Neuweltpapageien. Er kommt ausschließlich in Südamerika vor. Die Art wird von der IUCN als ungefährdet eingestuft. Im Gegensatz zu den meisten Schmalschnabelsittichen gehört der Kobaltflügelsittich zu den Arten, die erst sehr spät für die Ziervogelhaltung nach Europa und Nordamerika exportiert wurden. Vermutlich gelangten die ersten Individuen erst 1969 nach Europa.

## Erscheinungsbild
Der Kobaltflügelsittich erreicht eine Körperlänge von 20 Zentimetern. Wie für alle Schmalschnabelsittiche charakteristisch hat er ein grünes Grundgefieder. Die Stirn ist gelb. Der Scheitel, Hinterkopf und Nacken ist bläulich überhaucht. Die Zügel sind gelblich. Ähnlich wie beim Tovisittich findet sich unterhalb des Kinns ein kleiner orangefarbener Fleck. Rückengefieder und Oberschwanzdecken sind dunkelgrün. Die Handdecken, Arm- und Handschwingen sind bläulich violett. Die Unterseite der Schwingen ist blaugrün.
Der Schnabel ist hornfarben. Der Augenring ist unbefiedert und weiß. Die Iris ist dunkelbraun. Die Füße sind fleischfarben.

## Verbreitung und Verhalten
Der Kobaltflügelsittich kommt vom Süden Venezuelas, dem Westen Brasilien und dem Südosten Kolumbien bis in den Osten von Ecuador und Peru sowie dem Norden Boliviens vor. Sie sind typische Vertreter der Avifauna der Tieflandwälder. Sie leben paarweise oder in kleinen Schwärmen. Ihr Nahrungsspektrum umfasst Samen, Blüten und Früchte.

## Belege